# Wind Lake
Wind Lake és una concentració de població designada pel cens dels Estats Units a l'estat de Wisconsin. Segons el cens del 2000 tenia 5.202 habitants.

## Demografia
Segons el cens del 2000, Wind Lake tenia 5.202 habitants, 1.817 habitatges, i 1.466 famílies. La densitat de població era de 381,1 habitants per km².
Dels 1.817 habitatges en un 42,3% hi vivien nens de menys de 18 anys, en un 70,6% hi vivien parelles casades, en un 6,5% dones solteres, i en un 19,3% no eren unitats familiars. En el 14,5% dels habitatges hi vivien persones soles el 4,7% de les quals corresponia a persones de 65 anys o més que vivien soles. El nombre mitjà de persones vivint en cada habitatge era de 2,86 i el nombre mitjà de persones que vivien en cada família era de 3,19.
Per edats la població es repartia de la següent manera: un 29,5% tenia menys de 18 anys, un 5,7% entre 18 i 24, un 33,9% entre 25 i 44, un 23% de 45 a 60 i un 7,9% 65 anys o més.
L'edat mediana era de 36 anys. Per cada 100 dones de 18 o més anys hi havia 102,8 homes.
La renda mediana per habitatge era de 68.378 $ i la renda mediana per família de 74.497 $. Els homes tenien una renda mediana de 46.596 $ mentre que les dones 31.716 $. La renda per capita de la població era de 24.765 $. Aproximadament l'1,1% de les famílies i el 3,4% de la població estaven per davall del llindar de pobresa.

## Poblacions més properes
El següent diagrama mostra les poblacions més properes.